# Ribeira da Borda do Mistério
Ribeira da Borda do Mistério é um curso de água português localizado freguesia açoriana do São João, no concelho das Lajes, ilha do Pico, arquipélago dos Açores.
Este curso de água tem origem a uma cota de altitude de cerca de 1600 metros de altitude, o que faz dele curso de água com origem mais alta dos Açores, nasce nas cercanias da montanha do Pico próximo do Cabeço do Curral da Serra.
O seu curso de água que desagua no Oceano Atlântico, fá-lo na costa da Ponta de São João, próximo da localidade de São João depois de atravessar uma zona densamente florestada onde se encontra uma rica e variada floresta típica da macaronésia.